# スフドル・ナト・オドロウ駅
スフドル・ナト・オドロウ駅（チェコ語：Suchdol nad Odrou）はチェコ共和国モラヴィア・スレスコ州スフドル・ナト・オドロウにある、鉄道施設管理公団（SŽDC）の鉄道駅。

## 駅構造
6面8線の地上駅。

## 歴史
- 1847年 - 開業[1]。

## 隣の駅
チェコ鉄道
270号線
イェセニーク・ナト・オドロウ駅 - スフドル・ナト・オドロウ駅 - フラドケー・ジヴォティツェ駅
276号線
スフドル・ナト・オドロウ駅 - マンコヴィツェ駅
277号線
スフドル・ナト・オドロウ駅 - フラドケー・ジヴォティツェ・ミーストニー駅
278号線
スフドル・ナト・オドロウ駅 - ノビー・イーチン・ザスターヴカ駅